# Molakalmuru
Molakalmuru là một thị xã panchayat của quận Chitradurga thuộc bang Karnataka, Ấn Độ.

## Nhân khẩu
Theo điều tra dân số năm 2001 của Ấn Độ, Molakalmuru có dân số 14.131 người. Phái nam chiếm 52% tổng số dân và phái nữ chiếm 48%. Molakalmuru có tỷ lệ 66% biết đọc biết viết, cao hơn tỷ lệ trung bình toàn quốc là 59,5%: tỷ lệ cho phái nam là 75%, và tỷ lệ cho phái nữ là 57%. Tại Molakalmuru, 13% dân số nhỏ hơn 6 tuổi.